# YURI-I
YURI-Iは、1990年代に製作された日本の人力ヘリコプターである。1994年3月7日に日本航空協会の公式試験で高さ20cm、滞空時間19.46秒の飛行に成功した。
1980年に, アメリカヘリコプター協会（American Helicopter Society：略称AHS)が10m角の中で1分間浮上を継続し，その間に機体の最下部が一瞬でも地面から3mの高さに達することができた人力ヘリコプターに賞金を贈るというシコルスキー賞が設けられた。1989年12月10日、カリフォルニア・ポリテクニック大学の人力ヘリコプター、ダ・ヴィンチ IIIが7.1秒間、20cmの飛行を行った。元日本大学講師の内藤晃は下述のように、1985年から、人力ヘリコプターの製作を行い、5番目の設計のYURI-Iが最も、優れた結果を出した。YURI-Iは4枚のローターを地面効果を利用するために、低い位置に配置した。1993年12月に飛行に成功し、1994年3月7日に日本航空協会の公式試験で高さ20cm、滞空時間19.46秒の飛行に成功した。さらに8月にシアトルのデモ飛行で27秒の非公式記録を残した。
その後のYURI-Ⅱでは、フレームを木製からCFRPパイプにするなど軽量化が行われ、テスト飛行では高さ50cm程度の浮上が可能となったが、それ以上の性能向上や、浮上中の横滑りを止められない問題から、４ローターシステムでの開発は中止された。
YURIプロジェクト終了後、2012年にはメリーランド大学のガメラ2（Gamera II）が1分を超える滞空に成功、2013年6月13日にカナダのトロント大学から生まれたベンチャー企業、エアロヴェロ（AeroVelo）が開発したアトラス(Atlas)が到達高度3.3m、滞空時間64秒の飛行を成功させ、シコルスキー賞を獲得したが、いずれもYURI-Iで採用された４ローターシステムを採用し、大型化、軽量化などして改良したものである。
YURI-Iは岐阜かかみがはら航空宇宙博物館に2017年まで常設展示されていたが、劣化などもあり、調査修復後に分解した状態で保管されている。
機体名の「YURI」は内藤氏の活動を長年支えられた奥様の名前から取られたものである。

## 内藤晃の人力ヘリコプター
- A Day Fly(かげろう) ： 1985年
- Papillon A：1988年
- Papillon B：1989年
- Papillon C ：1991年
- Yuri I：1994年、ローターの径は10mで、機体重量は38kgであった。
- Yuri II ：1998年